# Mirafra rufa
A Mirafra rufa a madarak osztályának verébalakúak (Passeriformes) rendjébe, ezen belül a pacsirtafélék (Alaudidae) családjába tartozó faj.

## Rendszerezése
A fajt Hubert Lynes brit katona és ornitológus írta le 1920-ban.

## Alfajai
- Mirafra rufa nigriticola (Bates, 1932) - kelet-Mali, nyugatközép-Niger;
- Mirafra rufa rufa (Lynes, 1920) - délközép-Csád, délnyugat-Szudán;
- Mirafra rufa lynesi (C. H. B. Grant & Mackworth-Praed, 1933) - délközép-Szudán.

## Előfordulása
Afrikában, Csád, Mali, Niger, Szudán és Togo területén honos. Természetes élőhelyei a szubtrópusi és trópusi szavannák, sziklás környezetben. Állandó, nem vonuló faj.

## Megjelenése
Testhossza 15 centiméter.

## Természetvédelmi helyzete
Az elterjedési területe nagyon nagy, egyedszáma pedig stabil. A Természetvédelmi Világszövetség Vörös listáján nem fenyegetett fajként szerepel.